# Slovak Open 2013
Lo Slovak Open 2013 è stato un torneo di tennis facente parte della categoria ATP Challenger Tour nell'ambito dell'ATP Challenger Tour 2013. È stata la 14ª edizione del torneo che si è giocato a Bratislava in Slovacchia dal 4 al 10 novembre 2013 su campi in cemento indoor e aveva un montepremi di 64 000 €+H.

## Partecipanti singolare

### Teste di serie
| Nazionalità | Giocatore           | Ranking* | Testa di serie |
| ----------- | ------------------- | -------- | -------------- |
| Rep. Ceca   | Lukáš Rosol         | 44       | 1              |
| Australia   | Bernard Tomić       | 55       | 2              |
| Paesi Bassi | Igor Sijsling       | 70       | 3              |
| Slovacchia  | Lukáš Lacko         | 74       | 4              |
| Polonia     | Łukasz Kubot        | 76       | 5              |
| Rep. Ceca   | Jiří Veselý         | 88       | 6              |
| Francia     | Kenny de Schepper   | 92       | 7              |
| Ucraina     | Serhij Stachovs'kyj | 103      | 8              |

- Ranking al 28 ottobre 2013.

### Altri partecipanti
Giocatori che hanno ricevuto una wild card:
- Filip Horanský
- Miloslav Mečíř, Jr.
- Lukáš Rosol
- Adrian Sikora

Giocatori che sono passati dalle qualificazioni:
- Marcin Gawron
- Uladzimir Ihnacik
- Boris Pašanski
- Ante Pavić

## Vincitori

### Singolare
Lukáš Lacko ha battuto in finale  Lukáš Rosol con il punteggio di 6–4, 4–6, 6–4.

### Doppio
Henri Kontinen /  Andreas Siljeström hanno battuto in finale  Gero Kretschmer /  Jan-Lennard Struff con il punteggio di 7–6(6), 6–2.